# Robin Szolkowy
Robin Szolkowy (n. 14 iulie 1979, Greifswald, Republica Democrată Germană) este un patinator artistic german, medaliat olimpic. A participat la 3 ediții ale Jocurilor Olimpice (2006, 2010, 2014) în care a câștigat două medalii de bronz.